# Sottosegretario alla presidenza della giunta regionale
Nell'ordinamento italiano il sottosegretario alla presidenza della giunta regionale (o della regione) è una figura, presente in alcune regioni, ispirata al sottosegretario di Stato alla presidenza del Consiglio dei ministri: nominato dal presidente della giunta regionale, con modalità analoghe agli assessori, coadiuva il presidente stesso nello svolgimento delle sue funzioni, anche con "delega" per determinate materie, e partecipa alle sedute della giunta regionale senza diritto di voto.
La figura non è prevista dalla Costituzione ma è stata introdotta negli statuti delle seguenti regioni:
- Calabria (2004)
- Emilia-Romagna (2005)
- Abruzzo (2006)
- Lombardia (2008)
- Veneto (2012)
- Molise (2017)
- Marche (2022)
- Toscana (2022)
- Piemonte (2023)